# Alex Tarrant
Alexander Tarrant-Keepa (né en 1990), connu professionnellement sous le nom d'Alex Tarrant, est un acteur Néo-zélandais. Il est connu pour ses rôles de Kai Holman dans NCIS : Hawai'i et Valandil dans Le Seigneur des Anneaux : Les Anneaux de Pouvoir.

## Biographie

### Jeunesse
Alex Tarrant est né le 2 mai 1990 ou 1991, à Raglan en Nouvelle-Zélande. Il a des ancêtres maoris, samoans et niuéens. Il est diplômé de la Fraser High School en 2008. Au lycée, il a participé à la production des écoles nationales du New Zealand Shakespeare Globe Centre et a ensuite fait partie de la Young Shakespeare Company en 2009.
Il est diplômé de Toi Whakaari, la plus grande école d'art dramatique nationale de Nouvelle-Zélande, en 2012, après avoir remporté la bourse Museum Art Hotel pour sa dernière année.

### Vie privée
Alex Tarrant est marié à l'actrice Lucinda Hare et ils ont un fils, Beaumont, né en 2018.

## Filmographie

### Cinéma
- 2019 : The Hunt (court-métrage) de Holly Hargreaves et Catherine Mack : Joel
- 2019 : The Other Side of Heaven 2: Fire of Faith de Mitch Davis : Toutai Paletu'a
- 2021 : Les Voleurs de la nuit (Night Raiders) de Danis Goulet : Leo

### Télévision
- 2014 : Nothing Trivial : Jake (saison 4, épisode 1)
- 2015 : Tatau : Maui Vaipiti (8 épisodes)
- 2015 : When We Go to War : Manaaki Kokiri (6 épisodes)
- 2015 - 2018 : 800 Words : Ike
- 2016 : Common Ground : Jacob Williams
- 2016 - 2017 : Filthy Rich : Joe Tamatoa
- 2018 - 2019 : Shortland Street : Lincoln Kimiora
- 2019 : SeaChange : Zac Bell (saison 4)
- 2020 : Head High : Joe (saison 1, épisode 5)
- 2020 : Mean Mums : Agent Chris (5 épisodes)
- 2020 : Loner : Joel
- 2021 : Vegas : Arsenio (Joe) Tierney
- 2021 - 2024 : NCIS: Hawaiʻi : Kai Holman
- 2022 : Le Seigneur des anneaux : Les Anneaux de Pouvoir : Valandil (8 épisodes)

Prochainement
A Remarkable Place to Die : Ihaka

## Voix françaises
- Baptiste Marc dans NCIS: Hawaiʻi
- Juan Llorca dans Le Seigneur des anneaux : Les Anneaux de Pouvoir

 Source et légende : version française (VF) sur RS Doublage

## Distinctions

### Nominations
- 2021 : Red Nation Film Festival : Performance exceptionnelle d'un acteur dans un rôle principal pour Les Voleurs de la nuit ;
- 2022 : Vancouver Film Critics Circle : Meilleur acteur dans un second rôle dans un film canadien pour Les Voleurs de la nuit.